# Dino Pes
Dino Pes detto Velluto (Silanus, 12 dicembre 1980) è un fantino italiano. 
Nella sua carriera ha riportato una vittoria ai Palii di Siena e di Asti, nonché due successi a quelli di Legnano e di Fucecchio.

## Carriera
Dopo aver passato l'infanzia nel paese del nuorese, Dino partirà in toscana all'età di 16 per intraprendere la carriera nei pali. La carriera di Velluto all'interno del circuito paliesco inizia nel 2000 al Palio di Fucecchio, nell'edizione straordinaria corsa in notturna a luglio, quando sostituisce l'infortunato Bighino per la finale ottenendo a sorpresa il terzo posto.
Nello stesso anno esordisce al Palio di Siena per la Giraffa, montando l'esordiente Zlata Husa. A settembre debutta anche al Palio di Asti, montando Ergo Song (futuro vincitore di due Palii) per il Rione San Martino San Rocco senza però riuscirsi a qualificare per la finale.
L'anno successivo viene ingaggiato dalla Contrada Porta Bernarda, e ottiene la qualificazione alla finale montando Scepsis, finale che però non verrà mai disputata. A Siena, confermato dalla Giraffa, sfiora addirittura la vittoria, ma il barbero Attilax cede proprio negli ultimi metri di corsa, lasciando via libera a Ugo Sancez, barbero scosso del Leocorno. Dopo aver corso anche la carriera del 16 agosto per la Giraffa, Velluto riceve la chiamata del Comune di Castell'Alfero, per il quale ottiene il quarto posto finale montando venerdì.
Il 2002 è invece un anno in chiaroscuro: l'anno inizia bene, con la vittoria al Palio di Fucecchio per la Nobile Contrada Porta Bernarda, montando il cavallo Mowgli e conquistando la 4° vittoria per Porta Bernarda, vittoria che segnerà il sorpasso della Contrada rossonera sulla rivale di sempre, la Contrada Capitana Porta Raimonda.
Sempre nel 2002 però disputa due carriere anonime a Siena e subisce l'eliminazione in batteria ad Asti.
Il periodo no continua anche l'anno successivo, in cui subisce l'eliminazione in batteria a Fucecchio, rimedia due cadute a Siena e non partecipa al Palio di Asti. Nel 2004 Velluto sembra riuscire a risalire la china con un quarto posto a Fucecchio e la vittoria al Palio di Legnano per la Contrada Sant'Ambrogio. Al Palio di Siena del 2 luglio monta per il Bruco con Vai Go e sfiora nuovamente il successo, ma all'ultimo S. Martino subisce l'entrata di forza di Salasso, fantino della Giraffa, che causa la caduta di entrambi. I due cavalli scossi proseguono la corsa, e a trionfare è il barbero giraffino Donosu Tou. Il successivo Palio dell'Assunta ha invece un esito tragico, che segna l'inizio di un nuovo periodo di appannamento: Velluto è infatti coinvolto in un terribile incidente al secondo S. Martino, in cui trova la morte il barbero Amoroso.
Il mese successivo, ad Asti, subisce una nuova eliminazione in batteria.
Nel 2005 ottiene un ultimo posto in finale al Palio di Fucecchio per la Contrada Torre, ma nell'edizione straordinaria di settembre si infortuna cadendo in Batteria, sempre vestendo il giubbetto della Contrada Torre, ed è costretto a dare forfait per Asti.
Nel 2006, anche a causa di una mossa sfavorevole, viene eliminato in batteria al Palio di Fucecchio, montando Garçon de Sedini, sempre per la Torre, mentre al Palio di Feltre, a causa delle cattive condizioni della pista, il cavallo da lui montato si infortuna gravemente e viene abbattuto. Il periodo no prosegue anche ad Asti, dove viene ingaggiato dal Borgo Viatosto ma viene eliminato in batteria.
Nel 2007 ha nuovamente partecipato al Palio di Asti raccogliendo un inaspettato quarto posto finale.
Nel 2012 Dino Pes montando la cavalla Ondina Prima trionfa al Palio di Bientina con la contrada Centro Storico.
Nel 2013 con i colori bianco-verdi della Contrada San Domenico vince il Palio di Legnano. Dino Pes, su Guglielmino, riesce a conquistare una grande vittoria facendo cinque giri in testa e nerbando la nemica in partenza, riportando al successo dopo 16 anni il popolo del Cagnone.
Nel 2016 sempre per la contrada Centro Storico vince la 24ª edizione del Palio di Bientina su Ondina Prima.
Sempre nel 2016 vince la 38ª edizione del Palio dei Rioni di Castiglion Fiorentino per il rione di Porta Romana su Qui Pro Quo.
Nel 2017 vince, per il comune di Bibbona, il Palio della Costa Etrusca a San Vincenzo, montando il cavallo Azzardo. 
Dino Pes torna a correre il Palio di Siena il 2 luglio 2017, a 13 anni di distanza dalla sua ultima corsa senese. Monta per il Leocorno su Quasimodo di Gallura riuscendo ad ostacolare in partenza la rivale Civetta, fra le favorite con Brio e Smeraldo Nulese.
Nel 2018 ottiene 3 secondi posti rispettivamente per le contrade Sant’Erasmo (Legnano), Castello (Piancastagnaio) e Cattedrale (Asti).
Sempre nel 2018 vince la 40ª edizione del Palio dei Rioni di Castiglion Fiorentino per il Terziere Porta Fiorentina su Qui Pro Quo con una mossa estenuante, riportando così il Terziere alla vittoria dopo 5 anni di digiuno.
Nel 2019 partecipa al palio di Legnano per la contrada Sant’Erasmo, non riuscendosi a qualificare per la finale.
Ad agosto 2019 arriva nuovamente secondo a Piancastagnaio sempre per la contrada Castello, montando Ribelle da Clodia. 
A settembre 2019 trionfa ad Asti montando Ribelle da Clodia, riportando alla vittoria dopo 42 anni il Rione Cattedrale.
Nel 2022, a distanza di 20 anni, torna a vincere il Palio di Fucecchio per i colori di San Pierino montando la cavalla Zia Zelinda.
Il 17 luglio 2022, trionfa al Palio di Bientina per la Contrada Guerrazzi montando il cavallo Unamore.
Nel 2023 vince il Palio della Costa Etrusca a Marina di Bibbona montando la cavalla Borghesia. 
Il 18 giugno 2023 vince per la terza volta il Palio dei Rioni di Castiglion Fiorentino per il Terziere di Porta Fiorentina con la cavalla Abracadabra. 
L’8 settembre 2023 vince poi il Palio di Castel del Piano per la contrada del Monumento montando il cavallo Uan King. 
Il 17 agosto 2024 vince il Palio di Siena per la contrada della Lupa montando il cavallo Benitos. 
Velluto non ha alcun legame di parentela col fantino Giuseppe Pes detto Il Pesse.

## Presenze al Palio di Siena
| Palio          | Contrada     | Cavallo              | Note   |
| -------------- | ------------ | -------------------- | ------ |
| 16 agosto 2000 | Giraffa      | Zlata Husa           |        |
| 2 luglio 2001  | Giraffa      | Attilax              |        |
| 16 agosto 2001 | Giraffa      | Vai Go               |        |
| 2 luglio 2002  | Pantera      | Zetsun               | scosso |
| 16 agosto 2002 | Valdimontone | Big Bir              |        |
| 2 luglio 2003  | Giraffa      | Zoarco               | scosso |
| 2 luglio 2004  | Bruco        | Vai Go               | scosso |
| 16 agosto 2004 | Bruco        | Amoroso              | scosso |
| 2 luglio 2017  | Leocorno     | Quasimodo di Gallura |        |
| 17 agosto 2024 | Lupa         | Benitos              |        |
| 16 agosto 2025 | Pantera      | Viso d'Angelo        |        |

## Presenze agli altri Palii

### Palio di Legnano
| Palio | Contrada      | Cavallo         | Piazzamento           | Note          |
| ----- | ------------- | --------------- | --------------------- | ------------- |
| 2003  | San Domenico  | Soldato         | Eliminato in batteria |               |
| 2004  | Sant'Ambrogio | Soldato         | Vittoria              |               |
| 2005  | Sant'Ambrogio | Achaz           | Eliminato in batteria |               |
| 2006  | Sant'Ambrogio | Domizia         | Batteria non corsa    | Non assegnato |
| 2012  | San Domenico  | Guglielmino     | Finale                |               |
| 2013  | San Domenico  | Guglielmino     | Vittoria              |               |
| 2014  | San Domenico  | Guglielmino     | Eliminato in batteria |               |
| 2015  | San Domenico  | Guglielmino     | Finale                |               |
| 2016  | San Domenico  | Settimo Cielo   | Eliminato in batteria |               |
| 2017  | Sant'Ambrogio | Capitan America | Eliminato in batteria |               |
| 2018  | Sant'Erasmo   | Habanero        | Finale                |               |
| 2019  | Sant'Erasmo   | Habanero        | Eliminato in batteria |               |
| 2023  | San Magno     | Scheggia        | Eliminato in batteria |               |
| 2024  | San Magno     | Star            | Finale                |               |
| 2025  | San Magno     | Bullet          | Finale                |               |

### Palio di Asti
| Palio | Rione, Borgo, Comune        | Cavallo                      | Piazzamento e premio           | Note           |
| ----- | --------------------------- | ---------------------------- | ------------------------------ | -------------- |
| 2000  | Rione San Martino San Rocco | Ergo Song                    | Eliminato in batteria          |                |
| 2001  | Comune di Castell'Alfero    | Venerdì                      | 4º (Gallo)                     |                |
| 2002  | Comune di Castell'Alfero    | Venerdì                      | Eliminato in batteria          |                |
| 2004  | Comune di Castell'Alfero    | La Prealpina                 | Eliminato in batteria          |                |
| 2006  | Borgo Viatosto              | Fiona                        | Eliminato in batteria          |                |
| 2007  | Comune di Moncalvo          | Damerini                     | 4º (Gallo)                     |                |
| 2008  | Comune di Moncalvo          | Damerini                     | 5º (Coccarda)                  |                |
| 2009  | Comune di Moncalvo          | Pierino II                   | 7º                             |                |
| 2010  | Comune di Moncalvo          | Ottica Moncalvo              | Eliminato in batteria          |                |
| 2011  | Comune di Moncalvo          | Silvia                       | Eliminato in batteria          |                |
| 2012  | Borgo San Lazzaro           | Alcost                       | 6º                             |                |
| 2014  | Rione San Secondo           |                              | non classificato in finale     |                |
| 2015  | Rione San Secondo           |                              | non classificato in finale     |                |
| 2016  | Rione Cattedrale            | Black Eagle (Tornabuoni)     | 4º (Gallo)                     | cavallo scosso |
| 2017  | Rione Cattedrale            | Briccona da Clodia           | 5º (Coccarda)                  |                |
| 2018  | Rione Cattedrale            | Ribelle da Clodia            | 2º (Borsa di monete d'argento) |                |
| 2019  | Rione Cattedrale            | Ribelle da Clodia            | 1º (Il Palio)                  |                |
| 2022  | Rione Cattedrale            | Vittoria Dispiaggia (Zamura) | Eliminato in batteria          |                |
| 2023  | Rione Cattedrale            | Zia Zelinda                  | Eliminato in batteria          |                |

### Palio di Fucecchio
| Palio             | Contrada       | Cavallo             | Piazzamento               | Note                                                |
| ----------------- | -------------- | ------------------- | ------------------------- | --------------------------------------------------- |
| 22 luglio 2000    | Cappiano       | Nocino              | 3º                        | Sostituisce in finale l'infortunato Valter Pusceddu |
| 10 giugno 2001    | Porta Bernarda | Scepsis             | Qualificato per la finale | Palio non assegnato                                 |
| 9 giugno 2002     | Porta Bernarda | Mowgli              | 1º                        |                                                     |
| 8 giugno 2003     | Porta Bernarda | Barbagia Beach      | Eliminato in batteria     |                                                     |
| 23 maggio 2004    | Torre          | Attilax             | 4º                        |                                                     |
| 22 maggio 2005    | Torre          | Baresi              | 8º                        |                                                     |
| 4 settembre 2005  | Torre          | Attilax (scosso)    | Eliminato in batteria     | Palio Straordinario XXV Anno                        |
| 21 maggio 2006    | Torre          | Garçon de Sedini    | Eliminato in Batteria     |                                                     |
| 21 maggio 2012    | Botteghe       | Fata Bombolina      | Eliminato in batteria     |                                                     |
| 19 maggio 2013    | Cappiano       | Noregino            | 8º                        |                                                     |
| 18 maggio 2014    | Cappiano       | Melantò de Aighenta | Eliminato in batteria     |                                                     |
| 22 maggio 2016    | Porta Bernarda | Reo Confesso        | 2º                        |                                                     |
| 21 maggio 2017    | Porta Bernarda | Nanneddu            | 3º                        |                                                     |
| 26 settembre 2021 | Ferruzza       | Zaminde             | Eliminato in batteria     |                                                     |
| 22 maggio 2022    | San Pierino    | Zia Zelinda         | 1º                        |                                                     |
| 21 maggio 2023    | San Pierino    | Blue Star           | 6º                        |                                                     |
| 19 maggio 2024    | San Pierino    | Zia Zelinda         | 5º                        |                                                     |
| 18 maggio 2025    | San Pierino    | Cecco Biondo        | 2º                        |                                                     |

## Riepilogo vittorie
- Palio di Siena: 1 vittoria (2024)
- Palio di Asti: 1 vittoria (2019)
- Palio di Fucecchio: 2 vittorie (2002, 2022)
- Palio di Legnano: 2 vittorie (2004, 2013)
- Palio di Bientina: 3 vittorie (2012, 2016, 2022)
- Palio di Castiglion Fiorentino: 4 vittorie (2016, 2018, 2023, 2025)
- Palio di Castel del Piano: 1 vittoria (2023)
- Palio della Costa Etrusca: 2 vittorie (2017, 2023)
- Palio di Casole d’Elsa: 1 vittoria (2015)